# 歩いて空へ
歩いて空へ（あるいてそらへ、朝:걸어서하늘까지）は、韓国MBCテレビ(文化放送)内のドラマ放送枠、月火ミニシリーズ (現月火ドラマ) で放送されていたドラマである。

## 原作
原作はムン・スンテの小説である。題名は同名であり、1979年から日刊スポーツ（韓:일간스포츠、日本で発行されているものとは別。）で連載された。

## 登場人物
チェ・ミンス(崔民秀)　事実上の主人公。チョン・ソンホ(정송호)役。
キム・ヘソン(金彗渲)　イム・ジスク(임지숙)役
※ソンの漢字は「さんずい」に「宣」を合わせたものである。
ソン・ジチャン　ク・ヨンス(구연수)役。

## 楽曲
これと同名の楽曲も存在する。歌手はチャン・ヒョンチョルである。また、当ドラマの主題歌である。KBS歌謡TOP10(現・ミュージックバンク)では、5週連続1位曲になっているが、放送された放送局はMBCであり異なる。

## 番組放送後
番組の放送後、1990年代後半に、京仁放送（当時の仁川放送）で再放送された。